# فان هورن (تكساس)
فان هورن (بالإنجليزية: Van Horn)‏ هي مدينة أمريكية تقع في ولاية تكساس.تبلغ مساحة هذه المدينة 7.4 (كم²)،ويبلغ عدد سكانها 2435 نسمة حسب إحصاء سنة 2010 م. تشير إحصاءات سنة 2000م بأن الكثافة السكانية في هذه المدينة تقدر بـ(327) نسمة/كم2.

## التركيبة السكانية
حدّد مكتب تعداد الولايات المتحدة بيانات التركيبة السكانية لفان هورن في تعداد الولايات المتحدة. في ما يلي، التركيبة السكانية حسب تعدادي 2000 و2010.

### تعداد عام 2000
بلغ عدد سكان فان هورن 2,435 نسمة بحسب تعداد عام 2000، وبلغ عدد الأسر 834 أسرة وعدد العائلات 652 عائلة مقيمة في البلدة. في حين سجلت الكثافة السكانية 331.3 نسمة لكل كيلومتر مربع (858.1/ميل2). وبلغ عدد الوحدات السكنية 976 وحدة بمتوسط كثافة قدره 132.8 لكل كيلومتر مربع (344.0/ميل2).
وتوزع التركيب العرقي للبلدة بنسبة 64.60% من البيض و0.66% من الأمريكيين الأفارقة و0.57% من الأمريكيين الأصليين و0.57% من الأمريكيين ذوي الأصول الآسيوية و31.46% من الأعراق الأخرى و2.14% من عرقين مختلطين أو أكثر و78.60% من الهسبانيون أو اللاتينيون من أي عرق.
بلغ عدد الأسر 834 أسرة كانت نسبة 47.8% منها لديها أطفال تحت سن الثامنة عشر تعيش معهم، وبلغت نسبة الأزواج القاطنين مع بعضهم البعض 58.4% من أصل المجموع الكلي للأسر، ونسبة 15.6% من الأسر كان لديها معيلات من الإناث دون وجود شريك، بينما كانت نسبة 4.2% من الأسر لديها معيلون من الذكور دون وجود شريكة وكانت نسبة 21.8% من غير العائلات. تألفت نسبة 19.3% من أصل جميع الأسر من عدة أفراد يعيشون في نفس المنزل ونسبة 7.7% كانت تتألف من شخص يعيش بمفرده يبلغ من العمر 65 عاماً أو أكثر. وبلغ متوسط حجم الأسرة المعيشية 2.91، أما متوسط حجم العائلات فبلغ 3.35.
بلغ العمر الوسطي للسكان 31.5 عاماً. وكانت نسبة 33.6% من القاطنين تحت سن الثامنة عشر، وكانت نسبة 7.8% بين الثامنة عشر والرابعة والعشرين عاماً، ونسبة 25% كانت واقعةً في الفئة العمرية ما بين الخامسة والعشرين والرابعة والأربعين عاماً، ونسبة 22.1% كانت ما بين الخامسة والأربعين والرابعة والستين، ونسبة 11.2% كانت ضمن فئة الخامسة والستين عاماً فما فوق. يوجد لكل 100 أنثى 99.3 ذكر، ويوجد لكل 100 أنثى في الثامنة عشر من عمرها فما فوق 91.3 ذكر.
بلغ متوسط دخل الأسرة في البلدة 24,432 دولارًا، أما متوسط دخل العائلة فبلغ 26,611 دولارًا. وكان متوسط دخل الذكور 21,336 دولارًا مقابل 14,259 دولارًا للإناث. وسجل دخل الفرد الخاص بالبلدة 10,772 دولارًا. وكانت نسبة 24.3% من العائلات ونسبة 28.7% من السكان تحت خط الفقر، وكان من هؤلاء نسبة 35.7% تحت سن الثامنة عشر ونسبة 22.5% في الخامسة والستين من العمر وما فوق.

### تعداد عام 2010
بلغ عدد سكان فان هورن 2,063 نسمة بحسب تعداد عام 2010، وبلغ عدد الأسر 779 أسرة وعدد العائلات 539 عائلة مقيمة في البلدة. في حين سجلت الكثافة السكانية 280.7 نسمة لكل كيلومتر مربع (727.0/ميل2). وبلغ عدد الوحدات السكنية 915 وحدة بمتوسط كثافة قدره 124.5 لكل كيلومتر مربع (322.5/ميل2).
وتوزع التركيب العرقي للبلدة بنسبة 77.99% من البيض و0.58% من الأمريكيين الأفارقة و1.31% من الأمريكيين الأصليين و1.02% من الأمريكيين ذوي الأصول الآسيوية و16.04% من الأعراق الأخرى و3.05% من عرقين مختلطين أو أكثر و79.54% من الهسبانيون أو اللاتينيون من أي عرق.
بلغ عدد الأسر 779 أسرة كانت نسبة 37.5% منها لديها أطفال تحت سن الثامنة عشر تعيش معهم، وبلغت نسبة الأزواج القاطنين مع بعضهم البعض 46% من أصل المجموع الكلي للأسر، ونسبة 18.1% من الأسر كان لديها معيلات من الإناث دون وجود شريك، بينما كانت نسبة 5.1% من الأسر لديها معيلون من الذكور دون وجود شريكة وكانت نسبة 30.8% من غير العائلات. تألفت نسبة 27.5% من أصل جميع الأسر من عدة أفراد يعيشون في نفس المنزل ونسبة 10.5% كانت تتألف من شخص يعيش بمفرده يبلغ من العمر 65 عاماً أو أكثر. وبلغ متوسط حجم الأسرة المعيشية 2.63، أما متوسط حجم العائلات فبلغ 3.23.
بلغ العمر الوسطي للسكان 37.3 عاماً. وكانت نسبة 28.7% من القاطنين تحت سن الثامنة عشر، وكانت نسبة 8.5% بين الثامنة عشر والرابعة والعشرين عاماً، ونسبة 22.1% كانت واقعةً في الفئة العمرية ما بين الخامسة والعشرين والرابعة والأربعين عاماً، ونسبة 26.2% كانت ما بين الخامسة والأربعين والرابعة والستين، ونسبة 14.6% كانت ضمن فئة الخامسة والستين عاماً فما فوق. وتوزع التركيب الجنسي للسكان بنسبة 48.3% ذكور و51.7% إناث.

## المناخ
يظهر الجدول التالي التغييرات المناخية على مدار السنة لفان هورن:
| البيانات المناخية لـفان هورن                   | البيانات المناخية لـفان هورن | البيانات المناخية لـفان هورن | البيانات المناخية لـفان هورن | البيانات المناخية لـفان هورن | البيانات المناخية لـفان هورن | البيانات المناخية لـفان هورن | البيانات المناخية لـفان هورن | البيانات المناخية لـفان هورن | البيانات المناخية لـفان هورن | البيانات المناخية لـفان هورن | البيانات المناخية لـفان هورن | البيانات المناخية لـفان هورن | البيانات المناخية لـفان هورن |
| الشهر                                          | يناير                        | فبراير                       | مارس                         | أبريل                        | مايو                         | يونيو                        | يوليو                        | أغسطس                        | سبتمبر                       | أكتوبر                       | نوفمبر                       | ديسمبر                       | المعدل السنوي                |
| ---------------------------------------------- | ---------------------------- | ---------------------------- | ---------------------------- | ---------------------------- | ---------------------------- | ---------------------------- | ---------------------------- | ---------------------------- | ---------------------------- | ---------------------------- | ---------------------------- | ---------------------------- | ---------------------------- |
| الدرجة القصوى °ف (°م)                          | 80 (27)                      | 87 (31)                      | 94 (34)                      | 100 (38)                     | 105 (41)                     | 112 (44)                     | 108 (42)                     | 108 (42)                     | 104 (40)                     | 98 (37)                      | 86 (30)                      | 82 (28)                      | 112 (44)                     |
| متوسط درجة الحرارة الكبرى °ف (°م)              | 58.8 (14.9)                  | 63.7 (17.6)                  | 70.8 (21.6)                  | 79.5 (26.4)                  | 87.5 (30.8)                  | 94.9 (34.9)                  | 93.6 (34.2)                  | 92.1 (33.4)                  | 86.7 (30.4)                  | 79.0 (26.1)                  | 67.4 (19.7)                  | 59.3 (15.2)                  | 77.8 (25.4)                  |
| المتوسط اليومي °ف (°م)                         | 43 (6)                       | 48 (9)                       | 54 (12)                      | 62 (17)                      | 72 (22)                      | 79 (26)                      | 79 (26)                      | 78 (26)                      | 73 (23)                      | 63 (17)                      | 53 (12)                      | 44 (7)                       | 62 (17)                      |
| متوسط درجة الحرارة الصغرى °ف (°م)              | 29.1 (−1.6)                  | 32.5 (0.3)                   | 38.7 (3.7)                   | 46.9 (8.3)                   | 55.7 (13.2)                  | 64.3 (17.9)                  | 66.4 (19.1)                  | 65.3 (18.5)                  | 58.8 (14.9)                  | 48.6 (9.2)                   | 36.6 (2.6)                   | 29.8 (−1.2)                  | 47.7 (8.7)                   |
| أدنى درجة حرارة °ف (°م)                        | −7 (−22)                     | −3 (−19)                     | 9 (−13)                      | 24 (−4)                      | 33 (1)                       | 45 (7)                       | 53 (12)                      | 46 (8)                       | 33 (1)                       | 23 (−5)                      | 10 (−12)                     | 0 (−18)                      | −7 (−22)                     |
| الهطول إنش (مم)                                | 0.45 (11)                    | 0.50 (13)                    | 0.20 (5.1)                   | 0.32 (8.1)                   | 0.53 (13)                    | 1.22 (31)                    | 2.37 (60)                    | 2.15 (55)                    | 1.50 (38)                    | 1.31 (33)                    | 0.49 (12)                    | 0.55 (14)                    | 11.59 (294)                  |
| متوسط تساقط الثلوج إنش (سم)                    | 0.9 (2.3)                    | 0.6 (1.5)                    | 0.2 (0.51)                   | 0 (0)                        | 0 (0)                        | 0 (0)                        | 0 (0)                        | 0 (0)                        | 0 (0)                        | 0 (0)                        | 0.2 (0.51)                   | 1.0 (2.5)                    | 2.9 (7.4)                    |
| المصدر: The Weather Channel (Monthly Averages) |                              |                              |                              |                              |                              |                              |                              |                              |                              |                              |                              |                              |                              |